# 黑森-菲利普斯塔爾-巴希費爾德的威廉 (1933)
威廉·克洛维·弗里德里希·恩斯特·赫尔曼·保罗·菲利普·海因里希（德語：Wilhelm Chlodwig Friedrich Ernst Hermann Paul Philipp Heinrich，1933年8月14日—），出生于黑勒斯豪森，為黑森-菲利普斯塔尔-巴希費尔德伯爵。他是黑森-菲利普斯塔尔-巴希費尔德王储威廉王子与妻子普鲁士的玛丽安妮公主的长子。因为父亲威廉王储在二战中阵亡，小威廉成为祖父克洛维亲王的继承人。1954年祖父去世后成为家族首领。
1961年8月5日，威廉亲王在弗兰肯贝格与霍华德女男爵奥达的女儿奥达-玛蒂尔德·冯·加尔米松小姐结婚，婚后有二子：
- 威廉（1963年1月1日–），黑森-菲利普斯塔尔-巴希費尔德伯爵世子；
- 奥托（1965年1月19日–）。